# Golfballia ambusta

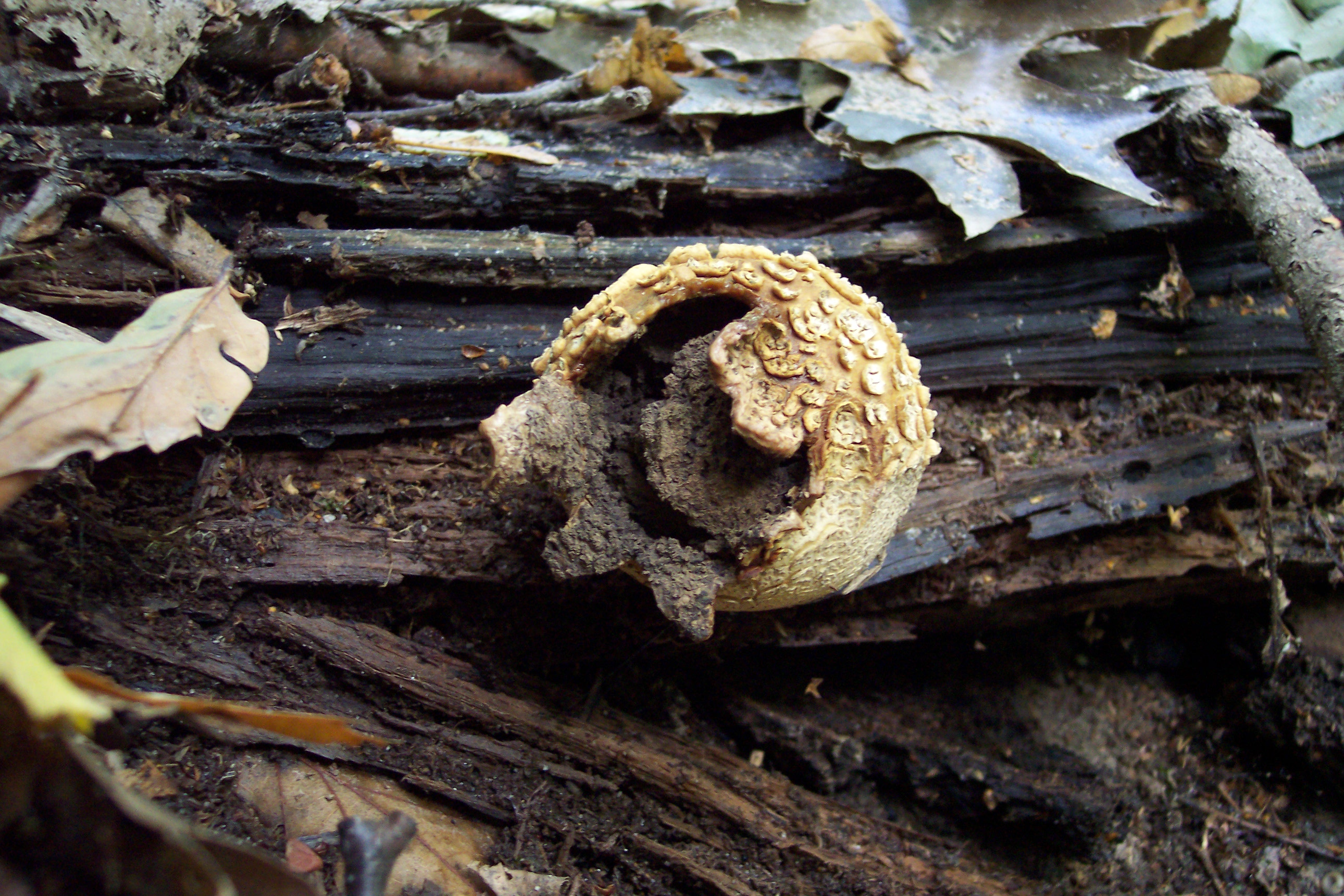
Uno sporocarpo maturo di Scleroderma citrinum, che ricorda una pallina da golf bruciata

Golfballia ambusta è una presunta specie di fungo i cui esemplari sono conservati principalmente ai Kew Gardens di Londra. Gli esemplari non sono organismi ma palle da golf bruciate. Nel 1962, furono descritti come una nuova specie fungina da R. W. G. Dennis, direttore del dipartimento di micologia presso i Royal Botanic Gardens di Kew, probabilmente per mettere in discussione i criteri micologici in vigore su cosa potesse essere considerato un fungo. Il suo nome binomiale, in latino maccheronico, si traduce con "palla da golf bruciata".

## Storia
Nel 1952, una palla da golf bruciata fu sottoposta ai micologi da una fonte anonima nel Lancashire, Inghilterra, e depositata nel fungario dei Kew Gardens, a Londra. Il richiedente sosteneva che si trattasse di un esemplare di una "rara specie fungina" appartenente al genere Queletia, ma i micologi ritennero che il suo aspetto assomigliasse di più a Scleroderma citrinum, che ha uno sporocarpo irregolare, quasi sferico, con una buccia spessa e coriacea e colori che variano dal bianco al marrone chiaro o marrone. La superficie di una palla da golf è alveolata e, quando viene bruciata, il suo guscio esterno si spacca, esponendo il nucleo di gomma, che è simile alla gleba scura di uno sporocarpo maturo di S. citrinum. I micologi di Kew tentarono senza successo di raccogliere le spore dal campione prima di rendersi conto della natura della bufala.
Nel 1962, una pallina da golf bruciata simile arrivò a Kew dall'Africa orientale . Successivamente, R. W. G. Dennis, direttore del dipartimento di micologia a Kew, pubblicò un articolo intitolato "Un nuovo genere di falloide straordinario nel Lancashire e nell'Africa orientale" sul Journal of the Kew Guild, descrivendolo formalmente come una nuova specie di fungo. L'articolo afferma che gli esemplari assomigliano a "piccole, dure ma elastiche palline usate in certi riti tribali dei Caledoni, che si svolgono in recinti chiusi con erba parzialmente tagliata"; la descrizione è probabilmente un'allusione umoristica al golf, essendo Caledonia il nome latino della Scozia. Dennis descrisse gli esemplari come aventi l'odore di gomma indiana vecchia o riscaldata e affermò che non erano state raccolte spore, essendo sconosciuto il suo metodo di riproduzione, e diede alla presunta specie il nome binomiale Golfballia ambusta, un'approssimazione di "palla da golf bruciata" in latino maccheronico. Potrebbe aver pubblicato l'articolo con l'intenzione di mettere in discussione i criteri in vigore all'epoca che avrebbero potuto consentire che un'entità non vivente fosse così facilmente presentata come una specie.
Una terza pallina da golf bruciata fu inviata a Kew dal Kent nel 1971, con il mittente che dichiarava esplicitamente che era stata trovata ai margini di un incendio. I tre esemplari di Golfballia ambusta rimangono nella collezione del fungario di Kew, catalogati come K(M)230939 a K(M)230941.

## Impatto
Nathan Smith, ex direttore del fungario di Kew, scrisse che Golfballia ambusta riveste un ruolo importante tra le altre bufale accademiche nella storia della micologia, poiché è stata descritta e pubblicata ufficialmente, con esemplari formalmente archiviati nel fungario; secondo il Codice internazionale per la nomenclatura delle alghe, funghi e piante, sarebbe considerata una specie fungina valida. Smith si riferì alla bufala come al "momento Dada" della micologia, sollevando la questione "che cosa è un fungo".
In origine si pensava che i funghi mucillaginosi e gli oomiceti fossero funghi, ma ora è noto che sono organismi non fungini. Il regno tassonomico Fungi non li include più, ma vengono ancora studiati dai micologi e classificati informalmente come funghi. Molti micologi, ritenevano infatti che il termine dovesse comprendere tutti i microrganismi studiati dai micologi, una definizione contestata da Dennis, che suggerì che se i micologi potessero decidere cosa è un fungo, la questione più importante sarebbe divenuta "chi è un micologo".